# 足利高義
足利高義（日语：／ Ashikaga Takayoshi，？—1317年8月2日）是日本鎌倉時代末期武將，鎌倉幕府御家人，父親是足利貞氏，母親是北條顯時之女釋迦堂殿，異母弟是足利尊氏和足利直義。

## 生涯
高義元服時，由北條氏得宗家當主幕府第14任執權北條高時授予其名諱，取名高義。
鎌倉時代足利氏嫡流家歷代當主的名諱均是按照得宗當主的名諱加上通字「氏」組成，但是高義未有使用「氏」字，而是使用清和源氏的通字「義」字，因此推測當時得宗家希望足利氏能夠效忠於得宗家和鎌倉將軍，便通過承認高義為源氏嫡流來讓足利氏成為源氏門葉，從而來維繫兩家的關係。 
按系圖記載，高義獲任命為左馬頭，號延福寺殿或圓福寺殿，但是由於早死，詳情不明。正和4年（1315年）11月，高義以「足利左馬助」之名向鶴岡八幡宮的僧侶圓重發出供僧職安堵狀《鶴岡兩界壇供僧次第》，從而推定他繼承了足利家家督。然而，3年後的文保2年（1318年）9月，理應讓出家督之位的貞氏再次發出安堵狀，由此推斷高義當時已經去世。幾乎正確記載足利氏歷代當主死亡日期的《蠧簡集殘編 六》中所收的「足利系圖」也記載高義的死亡日期為文保元年（1317年），死時應為21歲。
高義的兒子是足利安藝守和田摩御坊源淋，其中長子安藝守在建武3年（1336年）叔父尊氏敗走九州期間於奧州戰死，高義的兩名女兒則嫁給二橋上杉家上杉朝定和甲斐武田氏武田信武為正室。另外，當時新田氏宗家在足利氏宗家強大的影響力下，有些說法推測新田義貞的「義」字便是來自高義的名諱。